# Ayşegül Aldinç
Ayşegül Aldinç (28 de septiembre de 1957) es una cantante y actriz turca . 

## Vida y carrera
Es hija del periodista y escritor deportivo Orhan Aldinç y de la profesora de pintura Süheyla Aldinç. Su familia paterna es bosnia y su familia materna es albanesa. Creció en Cihangir, debido al trabajo de su madre, completó su educación secundaria en las escuelas de los distritos de Taksim, Kocamustafapaşa y Feriköy.  Terminó la secundaria en la Escuela de Arte Sultanahmet. Estudió en el Departamento de Cerámica de la Academia de Bellas Artes Tatbiki (ahora llamado Departamento de Cerámica de la Facultad de Bellas Artes de la Universidad de Mármara). Poco después de graduarse, trabajó como artista en la Escuela Intermedia Anafartalar, y luego como profesora de música en la Escuela Intermedia Akaretler en Estambul.
Más tarde, viajó a Ankara y participó en las competencias principales de Eurovisión en TRT y se clasificó para representar a Turquía.  Actuó con el Modern Folk Trio en el Festival de la Canción de Eurovisión 1981 en Dublín.  Su canción, "Dönme Dolap " (El carrusel), obtuvo el decimoctavo lugar. T rabajó como diseñadora durante seis años en Yıldız Porcelain Factory, y  comenzó a actuar en los casinos en 1985.  Su primer álbum en solitario fue lanzado en 1988 con el apoyo de Aysel Gürel, Timur Selçuk y Barış Manço. Con la canción "Kara Sevda" se hizo famosa en el mercado musical de Turquía.  Desde entonces ha lanzado seis álbumes de estudio.  También ha actuado en producciones teatrales, debutando en la película de 1987 Katırcılar, y también en muchas miniseries y telenovelas turcas (tres para TRT, tres para ATV Turquía, dos para Star TV y una para Kanal D).  En su país, es igualmente reconocida por su música como por su actuación. 

### Vida personal
En 1979 se casó con Mehmet Teoman y se divorció después de unos meses.

## Discografía

### Sencillos
- "Hastane - Yorgun ve Mutlu" (1978) (ft. Mehmet Teoman)
- "Dönme Dolap - Miras" (1981) (ft. Modern Folk Üçlüsü & Coşkun Demir)
- "O Kız" (2010)
- "Li Lal Lal La La" (2011)
- "Bir Tek Gördüğüm" (2015)

### Álbumes
- ...Ve Ayşegül Aldinç (1988)
- Benden Söylemesi (1991)
- Alev Alev (1993)
- Söze Ne Hacet (1996)
- Nefes (2000)
- Sek'iz (2016)

## Filmografía

### Cine
- Katırcılar (1987, Dir: Şerif Gören)
- Yağmur Kaçakları (1987, Dir: Yavuz Özkan)
- Kara Sevda (1989, Dir: Samim Değer)
- Yeşil Bir Dünya (1990, Dir: Faruk Turgut)
- Ağrı’ya Dönüş (1993, Dir: Tunca Yönder)
- Gerilla (1994, Dir: Osman Sınav)
- Deniz Bekliyordu (1996, Dir: Suna Kural Aytuna)
- Kahpe Bizans (2000, Dir: Gani Müjde - Tolgay Ziyal)
- Güle Güle (2000, Dir: Zeki Ökten)
- Hayal Kurma Oyunları (2000, Dir: Yavuz Özkan)

### Series de televisión
- Acımak (1985, TRT, Dir: Orhan Aksoy)
- Taşların Sırrı (1992, Star TV, Dir: Yusuf Kurçenli)
- Yorgun Savaşçı (1993, Dir: Tunca Yönder)
- Aziz Ahmet (1994, ATV, Dir: Orhan Oğuz)
- Aşk ve Gurur (2002, Star TV, Dir: Aydın Bulut)
- Efsane (2002, Star TV, Dir: Tamer İpek)
- Ablam Böyle İstedi (2003, TRT, Dir: Nurtaç Erimer)
- Sultan Makamı (2003, Kanal D, Dir: Aydın Bulut)
- Son Yaprak (2004, TRT, Dir: Alparsan Bozkurt)
- Misi (2005, ATV, Dir: Taner Akvardar)
- Pis Yedili (2011, Show TV, Dir: Haluk Bener)